# Chontali (distrito)
Chontali é um distrito do Peru, departamento de Cajamarca, localizada na província de Jaén.

## Transporte
O distrito de Chontali não é servido pelo sistema de estradas terrestres do Peru.